# Roland Medyceusz
Roland (Orlando) Medyceusz, wł. Rolando (Orlando) de' Medici  (ur. ok. 1330, zm. 15 września 1386 na zamku Bargone w Salsomaggiore) – włoski eremita, błogosławiony Kościoła rzymskokatolickiego.
Pochodził z mediolańskiej gałęzi rodu Medyceuszów i żył w Lombardii w XIV wieku. Mając ok. 30 lat porzucił dom rodzinny i udał się do lasów między miejscowościami Tabiano (obecnie część Salsomaggiore) i Salsomaggiore (w pobliżu Castello di Bargone, zamku rodziny Pallavicino), gdzie oddał się całkowicie praktykom pokutnym w których wytrwał 25 lat. Postanowił także zachować przez całe życie milczenie, nie rozmawiał z nikim nawet o rzeczach koniecznych. Na co dzień chodził okryty kozią skórą, natomiast w czasie świąt zakładał czarne szaty przypominające habit zakonny. Nie posiadał żadnego schronienia, żył pod gołym niebem we wszystkie pory roku. Gdy opadł z sił, na wpół martwego znaleźli go dworzanie Mikołaja Pallavicino, którzy urządzili polowanie w okolicy. Podczas pobytu na zamku Roland przerwał milczenie w obecności karmelity Dominika de Dominicisa, który pełnił posługę w zamkowym kościele. Tenże sporządził później jego żywot. Dwa dni później Roland zmarł z wycieńczenia. Został pochowany w Busseto w kościele Świętej Trójcy (wł.  Chiesa della Santissima Trinità) przy parafii św. Bartłomieja (wł. parrocchiale di san Bartolomeo. ).
Jego proces kanonizacyjny zapoczątkował w 1563 roku Pius IV, jednak zakończył się on niepowodzeniem. Jako powód odrzucenia podano nieprzystępowanie Rolanda do sakramentów przez lata milczenia. Dopiero po 290 latach, 25 września 1853 roku, aprobaty kultu dokonał Pius IX.
Jest patronem osób cierpiących na bóle głowy.
Wspomnienie liturgiczne bł. Rolanda obchodzone jest w dzienną pamiątkę śmierci.